# Der Schimmelreiter (1978)
Der Schimmelreiter ist eine deutsche Verfilmung der gleichnamigen Novelle Theodor Storms aus dem Jahre 1978 von Alfred Weidenmann. Der amerikanische Schauspieler John Phillip Law verkörperte darin den Titelhelden Hauke Haien.

## Handlung
Hauke Haien ist ein ebenso ehrgeiziger wie entschlossener junger Mann mit großen Zielen. Er heiratet die hübsche, blonde Tochter des alten Deichgrafen Tede Volkerts, von dem er unbeabsichtigt zum Nachfolger aufgebaut wurde. Als der Alte stirbt, tritt Hauke voller Selbstbewusstsein dessen Erbe an und entwickelt sofort hochfliegende Pläne. Er plant den Bau eines Deichs, wie es zuvor noch keinen gegeben hat. Hoch und machtvoll soll er sein und die dahinter lebenden Menschen für immer vor den tosenden Nordseefluten schützen. Dies will er erreichen, indem er den neuen Deich so konstruiert, dass er zur Seeseite weniger steil abfällt als bisher. Doch seine kühnen und genialen Pläne stoßen nicht auf Gegenliebe geschweige denn Begeisterung.
Haukes Tatendrang befremdet die unflexiblen Friesen des Dorfes, deren Trägheit ihr größtes Charaktermanko ist. Sie sind beseelt von allerlei Aberglauben, mutmaßen, dass Haien mit dem Teufel im Bunde stehen müsse. Als der junge Deichgraf auch noch einen klapprigen Schimmel erwirbt, den er hegt und pflegt und zu einem edlen und stolzen Pferd aufpäppelt, wenden sich die einfältigen Dörfler endgültig von ihm ab. Zu seinem Unglück bringt seine Frau Elke auch noch eine geistig behinderte Tochter zur Welt. Mehrere als düstere Vorzeichen gedeutete Vorkommnisse lassen das Gerücht aufkommen, dass sich bald für die gesamte Gemeinde ein schreckliches Unglück ereignen wird. Eines Tages im Oktober bricht ein schwerer Sturm los, der die hohen Wellen heftig gegen den Deich peitscht. Der Deichgraf schwingt sich auf seinen Schimmel und reitet zum gefährdeten Deich. Da bricht die Katastrophe auf ihn und seine Familie herein: Der alte Damm bricht, und Hauke muss zusehen, wie Frau und Kind in den Fluten ertrinken. Daraufhin reitet auch er mit seinem Pferd in den nassen, tosenden Tod.

## Produktion

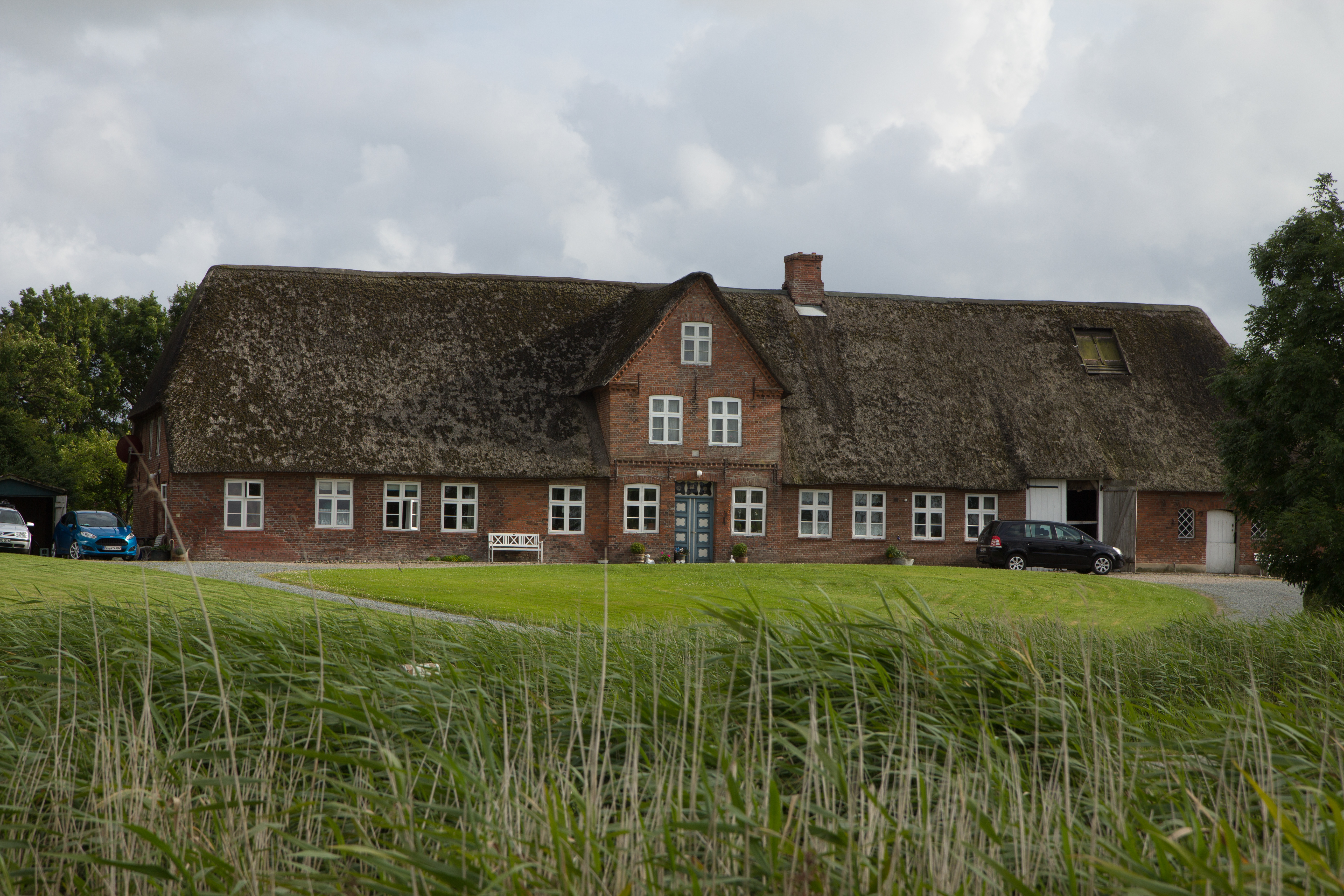
Dieses Haus bei Ockholm diente als Filmkulisse

Der Film wurde in Schleswig-Holstein (Außenaufnahmen unter anderem in Wewelsfleth, Dithmarschen und Ockholm in Nordfriesland) und in Bendestorf (Atelier) in nur 41 Tagen (20. September bis 5. November 1977) gedreht und am 29. März 1978 in Husum uraufgeführt.
Für eine Reihe von an dieser Produktion Beteiligten bedeutete Der Schimmelreiter die Abschiedsvorstellung vom Kinofilm: Regisseur Weidenmann, Produzent (Gesamtleiter) Alf Teichs, die Darsteller Lina Carstens, Werner Hinz und Teichs' Gattin Katharina Mayberg sowie Szenenbildner Roman Weyl.
ZDF-Redakteur Martin Büttner (Kino-Magazin „Neues vom Film“) übernahm für den an der Herstellung des Films beteiligten Sender die Redaktion.
Bereits 1933 hatten Curt Oertel und Hans Deppe den Stoff verfilmt. Die Titelrolle verkörperte damals Mathias Wieman.

## Kritik
Das Lexikon des Internationalen Films schrieb: „Ein mit stimmungsvollen Landschaftsaufnahmen routiniert inszenierter Film, in dem der gesellschaftliche Konflikt zurücktritt zugunsten der tragischen Love-Story, die von Weidenmann […] breit ausgespielt wird.“
Das große Personenlexikon des Films nannte Weidenmanns Arbeit eine „fade[n] Literaturverfilmung“ und empfand sie überdies als „allzu routiniert inszeniert“.